# Палмира
Палмира (грч. Παλμυρα) је антички град у централном делу данашње Сирије. Његово оригинално име потиче из арамејског језика и значи Белмира (П у српском прелази у Б), јер је град био посвећен богу Белом, чији храм је најимпозантнији део града. Локално становништво данас користи назив Тадмор.
Палмира се налази у Сиријској пустињи, око 200 километара североисточно од Дамаска. Овај град је некада био један од најбитнијих центара у региону и важна раскрсница трговачких путева. Оаза у којој се Палмира налази са изворима пијаће и топле воде је свакако доста допринела да овај град буде један од значајних на Путу свиле од Кине до Медитерана.
Познат је као град богате историје и врло очуваних античких грађевина из различитих историјских периода. Управо због тога је једна од најпосећенијих туристичких дестинација Сирије. Град су у мају 2015. заузели припадници Исламске Државе, што је изазвало забринутост за судбину древних споменика, а многе статуе су измештене на друге локације.

## Историја

### Период пре доласка Римљана
Јапанска археолошка експедиција је у пећинама источно Палмире пронашла доказе постојања палеолитског човека на том тлу. Такође, надомак извора су пронађени и материјали који потичу из неолита. Верује се да је прво стално насеље на том подручју основано око 3000. п. н. е. Докази о томе су пронађени испод касније изграђеног Беловог храма. Као Тадмор се први пут спомиње у асирским списима у раном другом миленијуму п. н. е.
Најранији познати становници били су Аморити почетком другог миленијума пре нове ере а до краја миленијума помињу се Арамејци. Арапи су стигли у град крајем првог миленијума пре нове ере.
Помиње се и у Старом завету, где се наводи као део Соломонових територија. Такође, јеврејски историчар Флавије Јосиф у свом делу Јеврејске старине наводи да је управо Соломон основао Палмиру.
Касније (323. п. н. е.), Сирија је постала део Селеукидског царства. Ипак, Селеукиди нису показивало велику заинтересованост за Палмиру, те је она временом постала и независна. Уследио је период грчке окупације о чему нема значајнијих података.

### Римска власт
Римљани су још 41. п. н. е. покушали да освоје Палмиру под вођством Марка Антонија. Ипак, становници града, који су унапред били обавештени о доласку римске војске, су бегом на другу страну Еуфрата измакли пред римским трупама чиме је и римски поход завршен као неуспешан. То наводи на закључак да је у то доба Палмира и даље била претежно номадско насеље чије су главне драгоцености лако могле бити транспортоване и на веће удаљености.
Римско освајање је уследило за време Тиберијеве владавине (14—37) када је град ушао у састав провинције Сирије. Нагли раст Палмира доживљава почетком 2. века н. е. стицајем других геополитичких околности. Наиме, тада је Трајан анектирао краљевство Петру које је контролисало главне караванске путеве. Такође, све више на значају добијао је северни град Антиохија. То је утицало да се каравански путеви помере ка северу, чиме Палмира у великој мери добија на значају. Томе је погодовао и успон суседног Парћанског царства. Велика понуда Партије и велика потражња Рима (наравно, преко Палмире) је трговину учинила још важнијом и стабилнијом у то доба. Трговци из Палмире су поседовали и бродове у водама око Италије, где су довозили индијску свилу. Сам град је 129. посетио цар Хадријан који га је прогласио за слободни град и преименовао га у Палмира Хадријана (Palmyra Hadriana).
Палмира је уживала повлашћен положај у оквиру царства. У њој је био стациониран само лаки гарнизон римске војске, а Палмира је имала свој порески систем из кога је финансирала одржавање и изградњу града и (ређе) неке трговачке подухвате.

### Зенобијино краљевство
Смена династија у Персији (Сасаниди уместо парћанских Арсакида) довела је до погоршања односа између Персије и Рима. Већ 212, Сасаниди су заузели ушће Тигра и Еуфрата, чиме су ограничили трговину палмирских трговаца.
Током кризе 3. века, римски цареви су истовремено морали да воде борбу и са агресивним Сасанидима на Истоку и са разнородним варварским племенима на Рајни и Дунаву. Цар Валеријан је 257. одбрану европских провинција поверио свом сину Галијену, док се сам упутио у рат са Персијом. Валеријан је 258. поставио за намесника Сирије владара Палмире Одената. Најзад, Валеријан је 259. катастрофално поражен у бици код Едесе и заробљен од стране персијског краља Шапура I који га је одвео у сужањство у своју престоницу Ктесифон. Тада је одбрану римског истока успешно преузео Оденат који је у неколико наврата поразио и Персијанце и узурпаторе. због тога му је Валеријанов син Галијен поверио заповедништво над читавим истоком. Оденат је тиме постао владар читавог римског истока и носио је различите титуле и римске и источњачке, мада никада званично није раскинуо своје везе са Римљанима. Када је Оденат пао као жртва атентата 266. или 267. власт је наследио његов малолетни син Вабалат у чије име је владала удовица Зенобија.
За разлику од супруга, Зенобија није оклевала да иступи као самостална владарка и релативно лако је успела да заузме чак и Египат. Убрзо, својем краљевству је припојила и целокупну Сирију, тада римску провинцију, чиме је стигла и далеко на север. Поједине армије су чак зашле дубоко у Малу Азију чиме је под своју контролу ставила све битне трговачке путеве. Зенобијина владавина, иако просвећена и пуна толеранције, није трајала дуго. Већ 272. године, искусни војсковођа, цар Аурелијан је кренуо да поврати своје територије. Прво је повратио Египат, затим Малу Азију. У бици код Емесе је поразио целокупну Зенобијину армију и заузео Палмиру. Сама Зенобија је била одведена у заробљеништво. Док је њен син Вабалат умро током пута у Рим, Зенобија је доцније вођена у златним ланцима приликом прославе Аурелијанових тријумфа. Ипак, цар јој је поштедео живот и удао је за једног римског сенатора са којим је живела у Тибуру.
И поред заробљавања њихове владарке, житељи Палмире су се 273. поново побунили против римске власти. Аурелијан је предузео још један поход на Палмиру и овога пута је разорио град до темеља. После овог освајања, Палмира се више никада није опоравила.

### Пад Палмире
После Зенобијине владавине, значај Палмире опада. Томе је допринела и ратоборност владајуће персијске династије, због чега је Палмира претворена у војну базу. Град је додатно утврдио Диоклецијан. Византијска и арапска владавина (од 636. године) нису оставиле већег трага на градску инфраструктуру, осим неколико богомоља. Око 800. године започело је константно осипање становништва узроковано миграцијама, а сам град је коначно напуштен после земљотреса 1089. године.

## Туризам
Становништво овог града се издржава и, уопште, живи претежно од туризма. Милиони страних и домаћих туриста сваке године посећују ову пустињску лепотицу. Мештани на сваком кораку покушавају да продају нешто из великог избора сувенира, разгледница, а нуде се и водичке услуге. Стога не би требало да чуди и велики број оних који настоје да чак и на моторима превезу туристе до најудаљенијих делова археолошког парка, гробница-кула, гробнице Три брата, Ибн Манове тврђаве итд.

## Галерија
- Панорама Палмире
- Свитање над Палмиром
- Лук Беловог храма
- Детаљ са римског лука
- Белов храм, поглед изнутра (1)
- Белов храм, поглед изнутра (2)
- Тетрапилон